# Ромео и Джульетта
«Роме́о и Джулье́тта» (англ. Romeo and Juliet) — трагедия Уильяма Шекспира, рассказывающая о любви юноши и девушки из двух враждующих веронских родов — Монтекки и Капулетти.
Сочинение обычно датируется 1594—1595 годами. Более ранняя датировка пьесы возникала в связи с предположением о том, что работа над ней могла быть начата ещё в 1591 году, затем отложена и окончена примерно два года спустя. Таким образом, 1593 год оказывается наиболее ранней из рассматриваемых дат, а 1596 год — позднейшей, так как в следующем году текст пьесы был напечатан.
Достоверность данной истории не установлена, но приметы исторического фона и жизненные мотивы, присутствующие в итальянской основе сюжета, сообщают определённое правдоподобие повести о веронских влюблённых.

## Источник сюжета
Античным аналогом трагедии верных влюблённых является история Пирама и Фисбы, рассказанная в «Метаморфозах» римским поэтом Овидием.
Непосредственной сюжетной основой трагедии У. Шекспира послужила, по всей видимости, поэма Артура Брука «Трагическая история Ромео и Джульетты» (Arthur Brooke. The Тragical History of Romeus and Juliet, 1562). Упомянув о некой предшествующей пьесе, Брук, тем не менее, разработал сюжет, воспринятый им из переведённой на французский язык Пьером Боэтюо новеллы итальянского литератора Маттео Банделло, в оригинале вышедшей в 1554 году в сборнике «Четыре книги новелл» (Часть вторая, новелла IX, изд. в Лукке). У Брука также присутствуют отголоски поэмы «Троил и Крессида» Джефри Чосера.
Повествование Банделло представляло собой расширенный, детализированный пересказ более компактного произведения Луиджи Да Порто (Luigi Da Porto, 1485—1529) «Новонайденная история двух благородных влюблённых и их печальной смерти, произошедшей в Вероне во времена синьора Бартоломео делла Скала» (Historia novellamente ritrovata di due nobili amanti, 1524), в котором впервые в литературе появились образы Ромео и Джульетты (Romeo Montecchi e Giulietta Cappelletti) и некоторые другие персонажи (монах Лоренцо, Маркуччо, Тебальдо, граф ди Лодроне — жених Джульетты), получившие развитие в пьесе Шекспира. Новелла Да Порто неоднократно (в 1531 и 1535 годах) печаталась в Венеции (в 1539 году была издана под названием «Джульетта» / «Giulietta») и пользовалась большим успехом.
Произведение Да Порто, скорее всего, опиралось на несколько источников. Ими могли послужить: в части сюжетной канвы — ранее появившиеся в Италии рассказы о несчастных влюблённых (традиционно называют новеллу Мазуччо Салернитано о Марьотто и Джанноцце, 1476), в отношении фамилий враждующих родов — обращение к «Божественной комедии» Данте и к историческим хроникам, не исключается и некое устное предание, на которое ссылается автор, а также его собственные переживания. Таким образом, содержание новеллы в той или иной степени имеет под собой жизненную основу и снабжено некоторыми историческими штрихами.
Под влиянием Да Порто была создана не только повесть Банделло, но и произведения других итальянских авторов: небольшая поэма «Несчастная любовь Джулии и Ромео» (ит.: «Poemetto Dello amore di Giulia e di Romeo», 1553) веронца Герардо Больдери (Gherardo Boldieri) и трагедия «Адриана» («Hadriana», 1578) венецианца Луиджи Грото. Ставший популярным сюжет был использован позднее в пьесе «Кастельвины и Монтесы» («Los Castelvines y Monteses», 1590) испанца Лопе де Вега. Во Франции новеллу Да Порто адаптировал Адриан Севин (Adrian Sevin. Halquadrich and Burglipha, 1542).
Дальнейшее успешное распространение и развитие сюжета о Ромео и Джульетте в европейской литературе продолжилось публикацией французского перевода повести Банделло в сборнике Пьера Буато (фр. Pierre Boiastuau) «Трагические истории из итальянских произведений Банделло» («Histoires Tragiques extraictes des Oeuvres italiens de Bandel», 1559), а также её английского перевода в сборнике Уильяма Пейнтера (англ. William Painter) «Дворец наслаждения» (Palace of Pleasure, 1567).
Каждая литературная обработка вплетала свои детали и ставила свои акценты в историю Ромео и Джульетты, сюжет которой в целом оставался неизменным (за исключением счастливого финала у Лопе де Вега). Его наивысшая интерпретация принадлежит Шекспиру. Пьеса, имевшая название «Превосходнейшая и печальнейшая трагедия о Ромео и Джульетте» (The Most Excellent and Lamentable Tragedie of Romeo and Juliet), официально издана в Лондоне 1599 году (в 1597 вышло неполноценное пиратское издание текста).
Некоторые строки шекспировской пьесы навеяны стихами из сонетных циклов «Астрофил и Стелла» (1591) Филипа Сидни и «Делия» (1592) Сэмуэля Дэниэля.
Тема произведения Шекспира, в свою очередь, вызвала длинный ряд вариаций в литературе и других видах искусства, продолжающийся по сей день.

## Сюжет
Две равно уважаемых семьи

В Вероне, где встречают нас событья,

Ведут междоусобные бои

И не хотят унять кровопролитья.

Друг друга любят дети главарей,

Но им судьба подстраивает козни,

И гибель их у гробовых дверей

Кладёт конец непримиримой розни.

Их жизнь, любовь и смерть и, сверх того,

Мир их родителей на их могиле

На два часа составят существо

Разыгрываемой пред вами были.

Помилостивей к слабостям пера —

Их сгладить постарается игра.
Между знатными веронскими семьями Монтекки и Капулетти идёт постоянная война. После перебранки, затеянной слугами Капулетти, вспыхивает новая схватка между господами. Бенволио пытается остановить схватку, но ему мешает Тибальт. Герцог (в оригинале — Prince, что можно также перевести как «принц» или «князь») Веронский Эскал, чтобы восстановить мир между семьями объявил казнь тому, кто нарушит перемирие.
Юный Ромео Монтекки не участвовал в побоище. Безответно влюблённый в беспокойную, холодную красавицу Розалину, кузину Джульетты, давшую клятву безбрачия, он предпочитает предаваться грустным размышлениям. Его двоюродный брат Бенволио и друг Меркуцио, родственник Герцога Веронского, стараются подбодрить юношу своими шутками.
В доме Капулетти готовится весёлый праздник. Синьор Капулетти посылает слугу к знатным людям Вероны с приглашением на бал. Кормилица его единственной дочери Джульетты зовёт свою любимицу к синьоре Капулетти. Мать напоминает 13-летней девушке, что она уже взрослая, и вечером на балу ей предстоит встреча с женихом — молодым и красивым графом Парисом, состоящим в родстве с Герцогом.
Меркуцио и Бенволио уговаривают Ромео пробраться вместе с ними на бал в дом Капулетти, надев маски. Он соглашается, ведь там будет и Розалина — племянница хозяина дома. Бал в самом разгаре. Тибальт, двоюродный брат Джульетты, узнаёт в Ромео представителя враждебной семьи. Синьор Капулетти останавливает вспыльчивого Тибальта. Но Ромео ничего не замечает: позабыв о Розалине, он не может оторвать глаз от незнакомой девушки лучезарной красоты. Это Джульетта. Она тоже чувствует непреодолимое влечение к незнакомому юноше. Ромео целует Джульетту. Они поняли, какая пропасть их разделяет.
Джульетта вслух мечтает о Ромео. Ромео приходит под её окно (но не под балкон, как ошибочно принято считать) и слышит эти речи. Он отвечает на них пылким признанием. Под покровом ночи молодые люди дают друг другу клятву любви и верности.

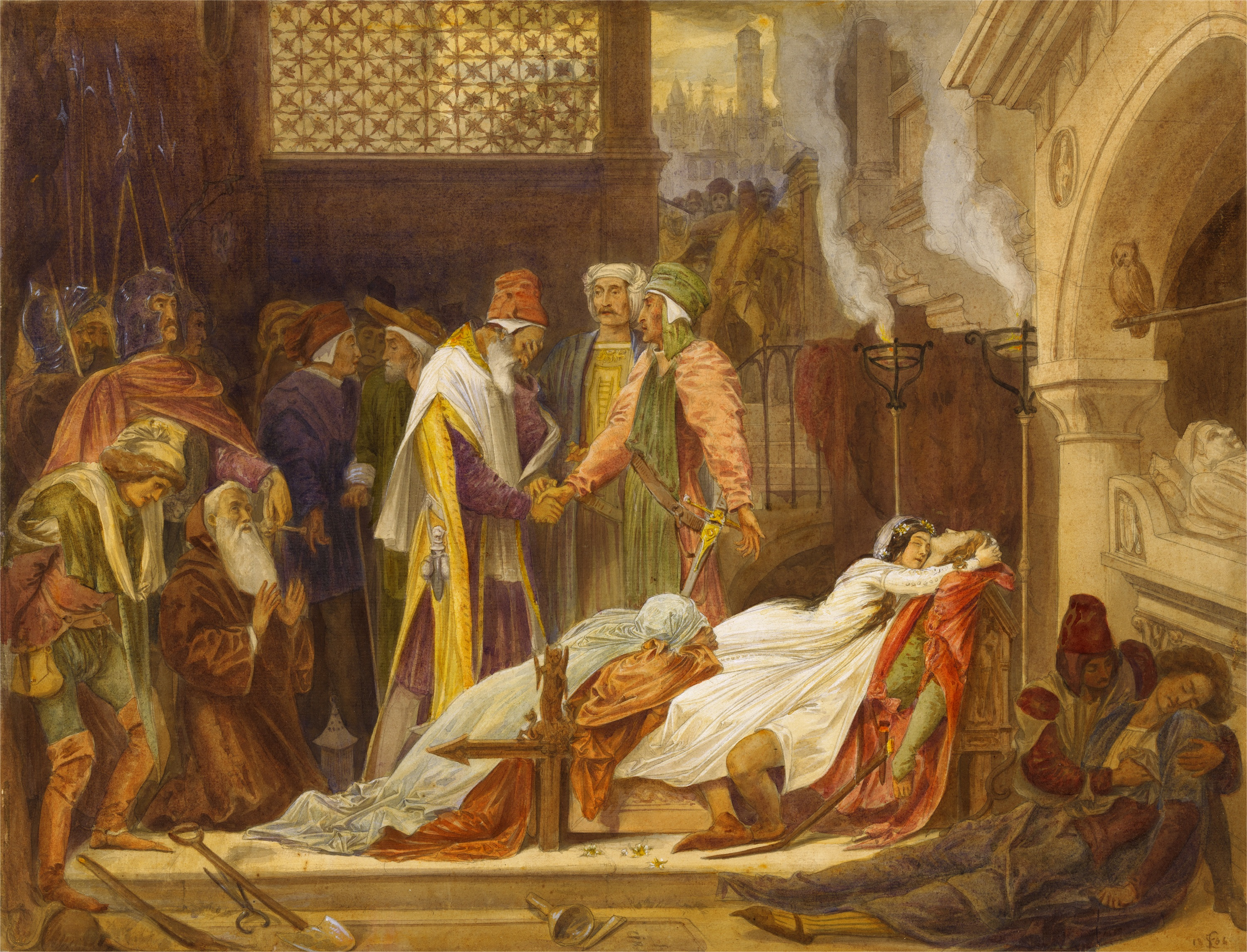
Фредерик Лейтон. «Примирение Монтекки и Капулетти», 1854 г.

Не заходя домой, Ромео направляется к монаху отцу Лоренцо, своему духовнику, просить его как можно скорее обвенчать их с Джульеттой. Отец Лоренцо вначале отказывается, но в итоге соглашается, рассчитывая, что союз Ромео и Джульетты положит конец вражде двух семейств. Через Кормилицу влюблённые договариваются о тайной церемонии, и отец Лоренцо венчает их.
В тот же день лицом к лицу сталкиваются Тибальт и Меркуцио. Ссора быстро переходит в бой на шпагах. Бенволио напрасно старается разнять противников. Тибальт смертельно ранит Меркуцио из-под руки Ромео, также попытавшегося их разнять. Перед смертью Меркуцио произносит ставшую крылатой фразу:
Чума, чума на оба ваши дома!

Ромео, придя в ярость, бросается за Тибальтом и после долгой ожесточенной борьбы убивает его. Бенволио объясняет прибывшему Герцогу причину произошедшего.
Джульетта узнаёт от кормилицы о смерти двоюродного брата и о решении Герцога изгнать Ромео из Вероны. Отец Лоренцо утешает юношу, советуя тому укрыться в соседнем городе Мантуе. Ромео проникает в комнату Джульетты и проводит с ней ночь, а утром уходит.
Следующим утром родители Джульетты говорят ей, что она должна стать супругой Париса, и не желают слушать её возражений. Джульетта в отчаянии. Она готова даже принять яд, но отец Лоренцо предлагает ей выпить особое снадобье, которое погрузит её в сон таким образом, чтобы все решили, что она умерла. Джульетта так и поступает. Отец Лоренцо посылает к Ромео гонца — отца Джиованни — с известием об их плане, но из-за эпидемии чумы тот не успевает доставить письмо. Ромео, узнав о смерти Джульетты, мчится попрощаться с ней. В фамильном склепе Капулетти он натыкается на графа Париса и в пылу начавшейся ссоры убивает его.
Думая, что Джульетта мертва, и не зная, что это лишь сон, Ромео выпивает яд. Джульетта просыпается и в отчаянии, видя его труп, закалывает себя. Вскоре в склеп прибывают представители обоих семейств и Герцог. Отец Лоренцо, появившийся здесь раньше, но не сумевший помешать героям, объясняет ситуацию. Над телами своих детей семьи Монтекки и Капулетти забывают о своей розни. Пьесу завершают слова Герцога:
Нет повести печальнее на свете,

Чем повесть о Ромео и Джульетте!

Монтекки

Фрэнка Дикси. «Ромео и Джульетта», 1884 г.

- Монтекки, знатный глава семьи Монтекки
- Синьора Монтекки, жена синьора Монтекки
- Ромео, сын Монтекки, кузен и друг Бенволио, лучший друг Меркуцио
- Бенволио, племянник Монтекки, кузен и друг Ромео, друг Меркуцио
- Балтазар, слуга Ромео
- Абрам, слуга Монтекки

Капулетти
- Капулетти, глава семьи Капулетти
- Синьора Капулетти, жена синьора Капулетти
- Джульетта, дочь синьора и синьоры Капулетти
- Тибальт, двоюродный брат Джульетты и племянник синьоры Капулетти
- Кормилица, постаревшая добрая няня Джульетты
- Пьетро, Самсон и Грегорио, Первый, второй и третий слуги (слуги Капулетти)

Веронская знать
- Эскал, герцог Веронский
- Граф Парис, родственник Эскала, жених Джульетты
- Меркуцио, родственник Эскала, лучший друг Ромео и Бенволио

Иные
- Отец Лоренцо, францисканский монах, духовник Ромео и Джульетты
- Отец Джиованни, францисканский монах
- Аптекарь
- Первый горожанин
- Первый пристав
- Первый, второй и третий сторожа
- Горожане
- Хор

Согласно лекциям МПГУ по Шекспиру, имена персонажей не лишены смысла: имя Джульетта происходит от англ. July (июль) и означает «рождённая в Петров день», 12-го июля; Тибальдами называли в ирландской культуре котов, персонаж ведёт себя как задиристый кот; Ромео — с латинского «паломник», у Шекспира, вероятно, «паломник любви»; Меркуцио — от англ. Mercury — ртуть, персонаж так же непоседлив и всегда в движении, как и металл (также называемый в английском языке «быстрым серебром»).

## Русские переводы

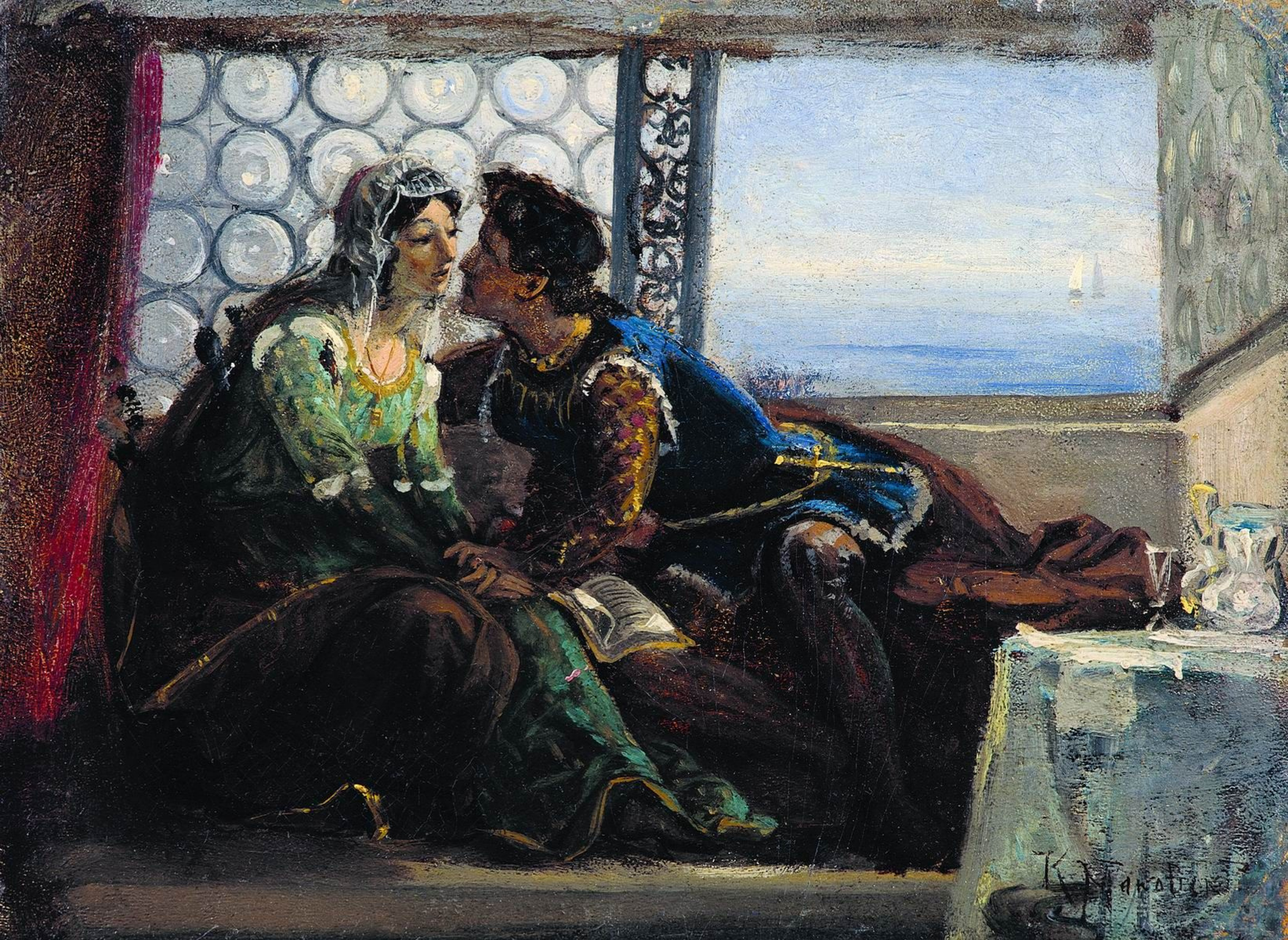
Константин Маковский. «Ромео и Джульетта» (первая версия), около 1890 г.

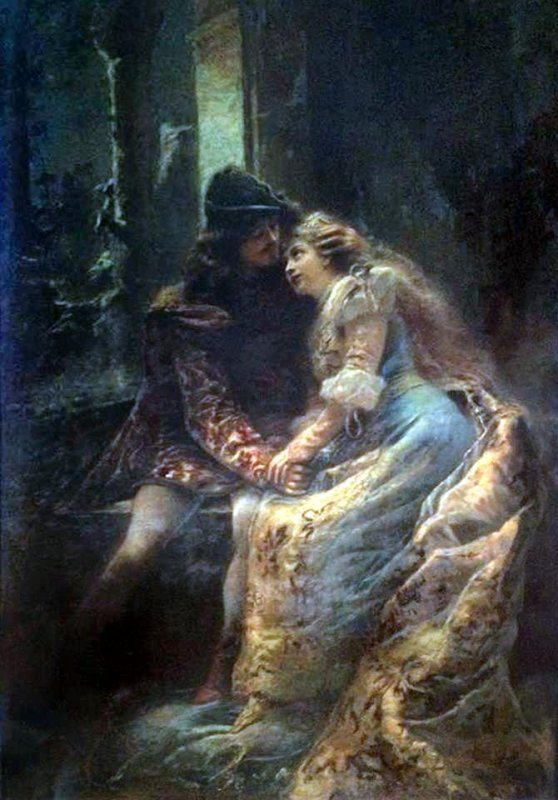
Константин Маковский. «Ромео и Джульетта» (вторая версия), 1892 г.

Русские переводы трагедии появлялись, начиная с первой половины XIX века. Стихотворный перевод сцен из «Ромео и Джульетты» опубликовал в журнале «Московский наблюдатель» М. Н. Катков в 1838 году. Первым переводом считается перевод И. Расковшенко (1839). Известны переводы Н. П. Грекова («Светоч», 1862, № 4), А. А. Григорьева («Русская сцена», 1864, № 8), Д. Л. Михаловского (1888), А. Л. Соколовского (1894), П. А. Каншина, Т. Щепкиной-Куперник, А. Радловой, Осии Сороки, А. В. Флори и других поэтов и переводчиков. Приводятся начальные и финальные строки пьесы в переводах:
- Т. Л. Щепкина-Куперник[8]:
  - В двух семьях, равных знатностью и славой, / В Вероне пышной разгорелся вновь / Вражды минувших дней раздор кровавый / Заставив литься мирных граждан кровь.
  - Нам грустный мир приносит дня светило — / Лик прячет с горя в облаках густых. / Идем, рассудим обо всём, что было. / Одних — прощенье, кара ждёт других. / Но нет печальней повести на свете, / Чем повесть о Ромео и Джульетте.
- Борис Пастернак:
  - Две равно уважаемых семьи / В Вероне, где встречают нас событья, / Ведут междоусобные бои / И не хотят унять кровопролитья.
  - Сближенье ваше сумраком объято. / Сквозь толщу туч не кажет солнце глаз. / Пойдём, обсудим сообща утраты / И обвиним иль оправдаем вас. / А повесть о Ромео и Джульетте / Останется печальнейшей на свете…
- Екатерина Савич:
  - Однажды две веронские семьи, / Во всём имея равные заслуги, / Умыли руки в собственной крови, / Храня предубежденье друг о друге
  - Нам утро невесёлый мир несёт, / И солнце не торопится всходить. / Пойдём и потолкуем обо всём — / Кого предать суду, кому простить. / Нет и не будет горестней напева, / Чем песня о Джульетте и Ромео.
- Анна Радлова:
  - Два дома, родовитостью равны / В Вероне, что театр наш представляет, / Вражды закоренелой вновь полны, / И кровь сограждан руки их пятнает.
  - Приносит утро мрачный мир всем вам, / И солнце грустное не хочет встать. / Пойдем. Ещё придётся думать нам — / Кого помиловать, кого карать. / Ведь горше не было во все столетья / Рассказа о Ромео и Джульетте.

## Адаптации сюжета

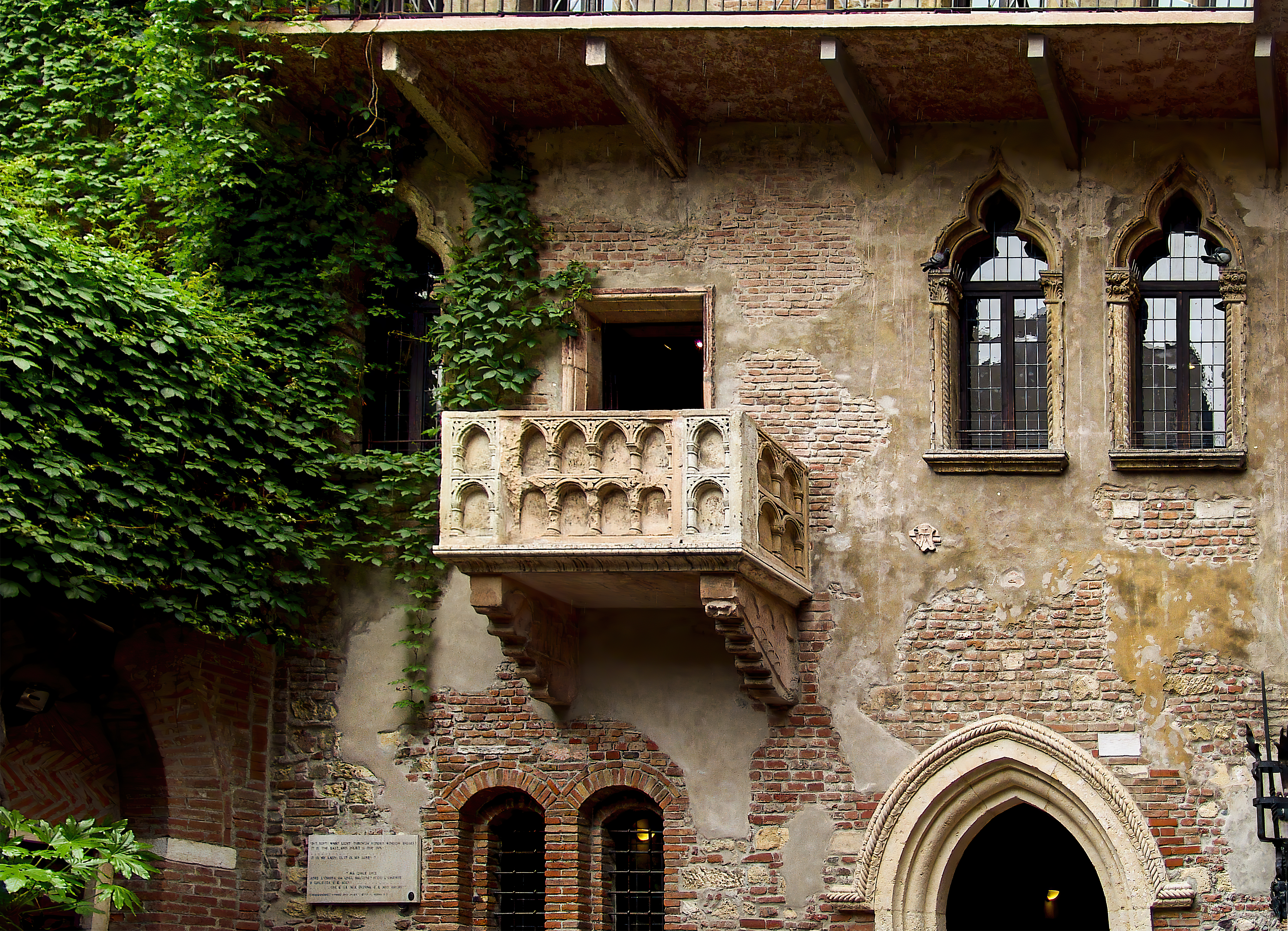
Так называемый «дом Джульетты» с балконом в Вероне

### В литературе
- Новелла швейцарского писателя Готфрида Келлера «Сельские Ромео и Джульетта» (1873)
- Новелла Луиджи Да Порто «Новонайденная история двух благородных влюблённых и их скорбной смерти, произошедшей в Вероне во времена синьора Бартоломео Делла Скала»
- Новелла Маттео Банделло «Всевозможные злоключения и печальная смерть двух влюблённых: один умирает, приняв яд, другая — от великого горя»
- Рассказ «Ромео и Джульетта» в сборнике Карела Чапека «Апокрифы»
- Роман Энн Фортье «Джульетта»
- Научно-фантастический роман Георгия Шахназарова «Нет повести печальнее на свете»
- Роман Александра Сегеня «Циньен», в котором Ромео — китайский коммунист, а Джульетта — дочь белогвардейского генерала, бежавшего в Китай.

### В музыке
- 1785 —  «Ромео и Джульетта» — балет Луиджи Марескальки (Театр Сан-Самуэле, Венеция).
- 1793 — «Ромео и Джульетта» — опера Даниэля Штайбельта (Париж).
- 1809 — «Ромео и Юлия» — балет Ивана Вальберха по опере Штейбельта (Санкт-Петербург).
- 1811 — «Ромео и Джульетта» — балет Винченцо Галеотти на музыку Клауса Шалла, по опере Штейбельта (Копенгаген).
- 1830 — «Капулетти и Монтекки» — опера Винченцо Беллини.
- 1833 — «Ромео и Джульетта» — балет Августа Бурнонвиля (Копенгаген).
- 1839 — «Ромео и Юлия» — симфоническая поэма Гектора Берлиоза.
- 1867 — «Ромео и Джульетта» — опера Шарля Гуно.
- 1869 — «Ромео и Джульетта» — увертюра-фантазия Петра Чайковского.
- 1922 — «Джульетта и Ромео» — опера Риккардо Дзандонаи.
- 1926 — «Ромео и Джульетта» — балет Константа Ламберта в постановке Брониславы Нижинской (Русский балет Дягилева, 1926).
- 1938 — «Ромео и Джульетта», балет Сергея Прокофьева.

#### Мюзиклы
- «Вестсайдская история» (West Side Story), премьера 26 сентября 1957 года на сцене бродвейского театра Winter Garden) — адаптация пьесы Уильяма Шекспира «Ромео и Джульетта».
- «Вестсайдская история», фильм-мюзикл Роберта Уайза и Джерома Роббинса (США).
- «Ромео и Джульетта», мюзикл Жерара Пресгюрвика (премьера 19 января 2001 года, Париж; российская премьера 20 мая 2004 года, Москва). В ролях в российской версии выступили София Нижарадзе, Андрей Александрин, Николай Цискаридзе, Алексей Лосихин, Александр Бабенко и другие.
- Рок-опера Владимира Калле «Ромео и Джульетта» по классическому сюжету Шекспира. Режиссёр и автор либретто — Владимир Подгородинский. Написана для Санкт-Петербургского театра «Рок-опера», впервые исполнена 14 ноября 2010 года в ДК Газа в Санкт-Петербурге. Так называемая «гробница Джульетты» в Вероне

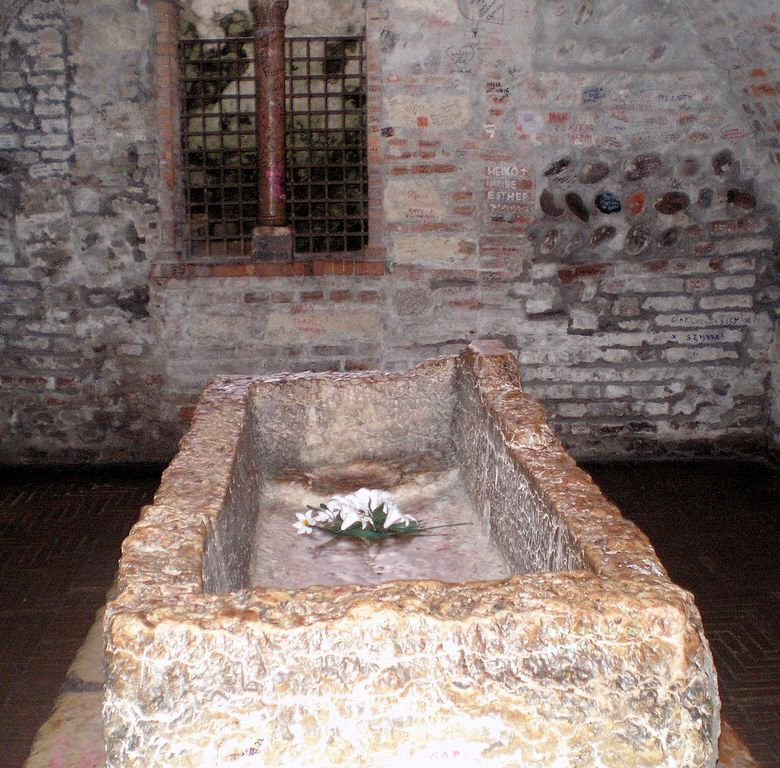
Так называемая «гробница Джульетты» в Вероне

- 3d-live мюзикл «Джульетта и Ромео» Януша Юзефовича театральной компании «Let It Show Production» (премьера в Санкт-Петербурге, 2014). Современная интерпретация пьесы Шекспира, действие происходит в 2150 году. Для исполнения главных ролей были подобраны исполнители до 20 лет. Джульетту играет Теона Дольникова, другие роли исполняют российские актёры мюзиклов: Отец Капулетти — Владимир Дыбский, Дмитрий Колеушко; Леди Капулетти — Алёна Булыгина-Рудницкая, Светлана Вильгельм-Плащевская; Няня — Манана Гогитидзе, Елена Терновая; монах Лоренцо — Константин Шустарев, Меркуцио — Noize MC[9][10].
- «Ромео VS Джульетта XX лет спустя», музыка Аркадия Укупника, либретто Карена Кавалеряна — сиквел шекспировской пьесы, основанный на предположении, что могло бы произойти, если бы героям удалось бежать из Вероны в Геную по плану отца Лоренцо. Российская премьера состоялась 7 июня 2019 года на сцене Московского театра оперетты. В главных ролях: Дмитрий Ермак, Наталия Быстрова. В 2020-м году мюзикл вошел в шорт-лист премии «Звезда Театрала» в категории «Лучший музыкальный спектакль».

#### Песни и альбомы
По мотивам пьесы Шекспира написаны многие песни и композиции из репертуара рок- и поп-исполнителей разных стран. Среди них: песни «Ромео и Джульетта» групп Dire Straits, Pretty Balanced, ВИА «Ариэль» (1973), «Запрещённые барабанщики» (2001), «Ундервуд» (2005), Владимира Кузьмина (1987), DJ Грува (1997), Александра Малинина (1998), Сергея Пенкина (1998), Дианы Гурцкаи (2002).
Теме пьесы посвящены также мини-альбом корейского бой-бэнда SHINee «Romeo», песни «Джульетта» группы «Наутилус Помпилиус», «Джульєтта» группы Океан Ельзи, Love Is Murder металкор-группы Drop Dead, Gorgeous, «Alfa-Ромео + Beta-Джульетта» группы «Слот», группы «Крематорий», песня и альбом «Ромео» группы «Нэнси», «Джульетта» группы Jane Air, песня «Romeo» турецкой певицы Ханде Йенер и многие другие.

### Экранизации
Экранизации балета Сергея Прокофьева и оперы Шарля Гуно указаны в соответствующим этим произведениям статьям
- 1900 — «Ромео и Джульетта[англ.]» (Франция), режиссёр Морис Клеман[фр.], Ромео — Эмилио Коссира
- 1902 — «Ромео и Джульетта» (Франция), режиссёр Жорж Мельес
- 1908 — «Ромео и Джульетта[итал.]» (Италия), режиссёр Марио Казерини, Ромео — Марио Казерини, Джульетта — Мария Казерини
- 1908 — «Ромео и Джульетта» (США), режиссёр Стюарт Блэктон, Ромео — Пол Панцер, Джульетта — Флоренс Лоуренс
- 1908 — «Ромео и Джульетта» (Великобритания), Ромео — Годфри Тирп[англ.], Джульетта — Мэри Мэлоун
- 1909 — «Ромео становится бандитом» / Roméo se fait bandit (Франция), режиссёр Ромео Бозетти. Ромео — Ромео Бозетти (Вольная экранизация пьесы Шекспира)
- 1909 — «Ромео и Джульетта» / Romeo und Julia, (Германия), режиссёр Феликс Дан
- 1911 — «Ромео и Джульетта» (США), режиссёр Бэрри О’Нил[итал.], Ромео — Джордж Лесси[итал.], Джульетта — Джулия М. Тейлор
- 1912 — «Ромео и Джульетта[итал.]» (Италия), режиссёр Уго Фалена[итал.], Ромео — Густаво Серена[итал.], Джульетта — Франческа Бертини
- 1912 — «Индейские Ромео и Джульетта[англ.]» (США), режиссёр Лоуренс Тримбл, Ромео — Уоллес Рид, Джульетта — Флоренс Тёрнер (Адаптация пьесы Шекспира, где влюблённые — из индейских племён мохоки и гуроны
- 1916 — «Ромео и Джульетта» (США), режиссёры Френсис Бушмен, и Джон Ноубл[англ.], Ромео — Френсис Бушмен, Джульетта — Беверли Бэйн
- 1916 — «Ромео и Джульетта» (США), режиссёр Дж. Гордон Эдвардс[англ.], Ромео — Гарри Хиллиард, Джульетта — Теда Бара
- 1918 — «Джульетта и Ромео» (Италия), режиссёр Эмилио Грациани-Вальтер
- 1919 — «Ромео и Джульетта», (Великобритания), режиссёр Энсон Дайер[англ.] (мультфильм).
- 1920 — «Ромео и Джульетта в снегу» (Германия), режиссёр Эрнст Любич, Ромео — Густав фон Вангенхайм, Джульетта — Лотта Нойман[англ.]
- 1924 — «Ромео и Джульетта» (США), режиссёры Регги Моррис, Гарри Свит, Ромео — Билли Беван, Джульетта — Эллис Дай
- 1933 — «Ромео и Джульетта» (США) (мультфильм), режиссёр Фрэнк Мосер[фр.]
- 1936 — «Ромео и Джульетта» (США, Великобритания), режиссёр Джордж Кьюкор, Ромео — Лесли Говард, Джульетта — Норма Ширер
- 1940 — «Ромео и Джульетта» / Julieta y Romeo (Испания), режиссёр Хосе Мария Кастельви[англ.] по пьесе Хосе Мария Пемана[исп.] Джульетта и Ромео[исп.], являющейся адаптацией пьесы Шекспира.
- 1941 — «Сельские Ромео и Джульетта[нем.]», (по новелле Готфрида Келлера, являющейся адаптацией пьесы В. Шекспира), Швейцария, режиссёры Ганс Троммер[нем.], Valérien Schmidely
- 1942 — «Жертвы любви» / Shuhaddaa el gharam, (Египет), режиссёры Камал Селим, Мохаммед Абдель Гавад
- 1942 — «Любовь под запретом» / Mamnou’a el hub (Египет), режиссёр Мохаммед Карим[англ.]
- 1943 — «Ромео и Джульетта[англ.]» (Мексика) режиссёр Мигель М. Дельгадо[исп.], Ромео — Кантинфлас, Джульетта — Мария Элена Маркес, леди Капулетти — Эмма Рольдан
- 1947 — «Трагедия Ромео и Джульетты», (Великобритания) (ТВ), режиссёр Майкл Бэрри, Ромео — Джон Бэйли[англ.], Джульетта — Розали Кратчли[англ.], Тибальт — Майкл Гудлифф[англ.]
- 1947 — «Ромео и Джульетта» (Индия), режиссёр Ахтар Хуссейн, Ромео — Анвар Хуссейн, Джульетта — Наргис
- 1948 — «Любовники Вероны[англ.]», (Франция), режиссёр Андре Кайат, сценарий Жак Превер. В ролях: Ромео (Анджело) — Серж Реджани, Джульетта (Джорджия) — Анук Эме, Мартин Кароль, Пьер Брассёр, Марсель Далио (события на съёмочной площадке перемешиваются с реальными событиями)
- 1949 — «Ромео и Джульетта» (эпизод телесериала Телевизионный театр Психо[англ.]), (США), Режиссёр Альберт Макклири[англ.], Ромео — Кевин Маккарти, Джульетта — Патриция Бреслин, Тибальт — Уильям Уиндом
- 1951 — «Ромео и Джульетта» (Филиппины), режиссёры Ральф Брамлес младший, Пруденсио Мариано
- 1953 — «Ромео и Джульетта[англ.]» / Romeo y Julita (Аргентина), режиссёр Энрике Каррерас, Ромео — Альфредо Барбиери[исп.], Джульетта — Амелия Варгас[исп.]
- 1953 — «Коралловый риф[англ.]», США, режиссёр Роберт Уэбб (Современные вариации на тему пьесы У. Шекспира. Действие перенесено во Флориду)
- 1954 — «Ромео и Джульетта» (Великобритания, Италия), режиссёр Ренато Кастеллани, Ромео — Лоуренс Харви, Джульетта — Сюзан Шенталь
- 1954 — «Ромео и Джульетта[итал.]», (Италия) (ТВ), режиссёр Франко Энрикез[итал.], Ромео — Джорджо Альбертацци, Джульетта — Вира Силенти
- 1954 — «Ромео и Джульетта», (США), режиссёр Ричард Данлэп, Ромео — Лайам Салливан[англ.], Джульетта — Сьюзан Страсберг (эпизод сериала «Телевизионный театр Крафта»)
- 1955 — «Ромео и Джульетта» (ТВ) (Великобритания), режиссёр Харольд Клэйтон, Ромео — Тони Бриттон[англ.], Джульетта — Вирджиния Маккенна (эпизод телесериала Воскресный ночной театр[англ.])
- 1955 — «Джульетта и Ромео», (США), Ромео — Джон Фостини, Джульетта — Анджела Кэрролл (эпизод телесериала Театр воскресным вечером[англ.])
- 1955 — «Джульетта и Ромео», (США), режиссёр Джон Мантли[англ.], Ромео — Джон Фостини, Джульетта — Анджела Кэрролл, эпизод сериала Театр Конрада Нагеля[англ.]
- 1957 — «Ромео и Джульетта» / Romeo und Julia, (ФРГ) (ТВ), режиссёры Фриц Умгельтер[англ.], Оскар Вельтерлин[нем.]. В ролях: Ромео — Вальтер Райер[нем.], Джульетта — Криста Келлер[нем.]
- 1957 — «Ромео и Джульетта» (Великобритания) (эпизод телесериала Витрина продюсеров[англ.]), режиссёр Кларк Джонс. В ролях: Ромео — Джон Невилл, Джульетта — Клэр Блум
- 1959 — «Ромео, Джульетта и тьма[чеш.]» Чехословакия, режиссёр Йиржи Вайс (Действие фильма происходит в оккупированной фашистами Праге)
- 1961 — «Романов и Джульетта» (США), режиссёр Питер Устинов. В ролях: Джульетта Моулсворт — Сандра Ди, Игорь Романов (Ромео) — Джон Гэвин (современная интерпретация пьесы Шекспира)
- 1962 — «Ромео и Джульетта» / Romeo y Julieta Аргентина, режиссёр Мария Эрминия Авелланеда[исп.], сценарий Пабло Неруда. В ролях: Ромео — Родольфо Бебан[исп.], Джульетта — Эванхелина Салазар[исп.] / Эпизод сериала «Час судьбы» (La Hora Fate)
- 1962 — «Дураки удачи» / Fortune’s Fools, (Великобритания), режиссёр Питер Моффатт[англ.]. В ролях: Ромео — Джордж Пенсотти, Джульетта — Кика Маркам[англ.]
- 1963 — «Ромео и Джульетта» / Romeo i Djulijeta, (Югославия) (ТВ), режиссёр Душан Михайлович. В ролях: Ромео — Миодраг Милованов, Джульетта — Снежана Никшич
- 1963 — «Ромео и Джульетта» / Romy und Julius, Австрия (ТВ)
- 1964 — «Ромео и Джульетта» / Romeo und Julia (ФРГ) (ТВ), режиссёр Герхард Клингенберг[нем.]. В ролях: Ромео — Йорг Холм[нем.], Джульетта — Бригитта Гротум[нем.]
- 1964 — «Ромео и Джульетта[англ.]» / Romeo e Giulietta, (другое название «Джульетта и Ромео») (Италия, Испания) режиссёр Риккардо Фреда, Ромео — Джеронимо Мейньер[англ.], Джульетта — Розмари Декстер
- 1965 — «Ромео и Джульетта», (Великобритания) (ТВ), режиссёры Вэл Драмм, Пол Ли, Ромео — Клайв Фрэнсис[англ.], Джульетта — Анджелла Скулар
- 1966 — «Ромео и Джульетта», (Аргентина) Режиссёр Мария Эрминия Авелланеда[исп.], Ромео — Родольфо Бебан[исп.], Джульетта — Эванхелина Салазар[исп.]
- 1966 — «Ромео и Джульетта», (ГДР), режиссёр Heide Draexler-Just, Ромео — Стефан Люкс, Джульетта — Ramona Gierth
- 1967 — «Ромео и Джульетта» / Romeo y Julieta, (ТВ), (Испания) (эпизод телесериала Вечный театр[исп.])
- 1967 — «Ромео и Джульетта» / Romeo and Juliet, Великобритания (ТВ), режиссёр Алан Кук[англ.]; Ромео — Хайвел Беннетт[англ.], Джульетта — Кика Маркам[англ.], эпизод телесериала Пьеса месяца[англ.]
- 1968 — «Ромео и Джульетта», (Великобритания, Италия), режиссёр Франко Дзеффирелли, Ромео — Леонард Уайтинг, Джульетта — Оливия Хасси
- 1968 — «Одинокие ковбои[англ.]» / Lonesome Cowboys (США), режиссёр Энди Уорхол
- 1969 — «Секретная сексуальная жизнь Ромео и Джульетты» США, режиссёр Питер Перри младший
- 1972 — «Ромео и Джульетта» / Romeo y Julieta, Испания, 1972 (ТВ), режиссёр Хосе Антонио Парамо; Ромео — Тони Исберт[исп.], Джульетта — Ана Белен, эпизод телесериала Студия 1[исп.]
- 1972 — «Ромео и Джульетта» / Romeo e Giulietta, Италия (ТВ) (Фильм-балет на музыку Гектора Берлиоза), режиссёр Морис Бежар; Ромео — Хорхе Донн, Джульетта — Сьюзен Фаррелл
- 1973 — «Ромео и Джульетта» / Roméo et Juliette, Франция (ТВ), режиссёр Клод Барма[фр.], Ромео — Жан-Луи Брус[фр.], Джульетта — Натали Жюве[фр.]
- 1974 — «Ромео и Джульетта» / Romeo i Julia, Польша (ТВ), режиссёры Ежи Груза[пол.], Алиса Слезанская. В ролях: Ромео — Кшиштоф Кольбергер, Джульетта — Божена Адамек
- 1976 — «Ромео и Джульетта» (Великобритания) (ТВ) режиссёр Джоан Кемп-Уэлч[англ.], Ромео — Кристофер Ним[англ.] Кристофер Ним, Джульетта — Энн Хассон
- 1978 — «Ромео и Джульетта» (Великобритания) (BBC Shakespeare Collection) (ТВ) режиссёр Элвин Ракофф[англ.], Ромео — Патрик Райкарт[англ.], Джульетта — Ребекка Шеир[англ.], няня Джульетты — Селия Джонсон, Тибальт — Алан Рикман, текст пролога читает Джон Гилгуд. Эпизод телесериала BBC Television Shakespeare[англ.]
- 1979 — «Сбежавшие роботы! Ромео-0 и Джульетта-8» / Runaway Robots! Romie-O and Julie-8, Канада, (ТВ) (мультфильм), режиссёр Клайв Э. Смит[англ.]
- 1980 — «Ромео и Джульетта» (Бразилия), режиссёр Паоло Алонсо Грисолли[порт.], Ромео — Фабио Жуниор[порт.], Джульетта — Луселия Сантус
- 1981 — «Ромео и Джульетта» (Аргентина) (ТВ), Ромео — Даниэль Фанего[исп.], Джульетта — Андреа Дель Бока
- 1981 — «Морской принц и огненное дитя[англ.]» («Легенда о Сириусе») / The Sea Prince and the Fire Child (The Legend of Syrius) (мультфильм), Япония, режиссёр Масами Хата
- 1982 — «Трагедия Ромео и Джульетты[англ.]» (США), режиссёр Уильям Вудман, Ромео — Алекс Хайд-Вайт, Джульетта — Бланш Бейкер
- 1983 — «Ромео и Джульетта» (СССР) (ТВ), режиссёр Анатолий Эфрос, Ромео — Александр Михайлов, Джульетта — Ольга Сирина, леди Капулетти — Ольга Барнет, Капулетти — Валентин Гафт, Тибальд — Леонид Каюров, Меркуцио — Владимир Симонов, Монтекки — Александр Филиппенко, брат Лоренцо — Александр Трофимов, Абрам — Евгений Дворжецкий, Пётр — Сергей Газаров, Самсон — Алексей Весёлкин
- 1983 — «Девушка из долины» / Valley Girl США, режиссёр Марта Кулидж
- 1986 — «Подонки[англ.]», Канада режиссёр Пол Линч
- 1987 — «Ромео и Джульетта» / Romeo and Juliet (видео), США, режиссёр Филипп Тобус
- 1987 — «Китаянка» / China Girl, США, режиссёр Абель Феррара (действие перенесено на Манхеттен)
- 1988 — «Ромео и Джульетта» Часть 2 / Romeo and Juliet Part II (видео), США, режиссёр Филипп Тобус
- 1989 — «Монтойя и Таранто[исп.]» / Montoyas y Tarantos, Испания, режиссёр Висенте Эскрива[исп.] (цыганские кланы Монтойя и Таранто вместо Монтекки и Капулетти). В ролях: Мария Таранто (Джульетта) — Кристина Ойос[исп.]; Антонио Монтойя (Ромео) — Санчо Грасия[исп.]
- 1990 — «Ромео и Джульетта» (Португалия), (ТВ)
- 1990 — «Ромео. Джульетта[англ.]» (Бельгия), (музыкальный), режиссёр Армандо Акоста, Ромео — Роберт Пауэлл (голос), Джульетта — Франческа Аннис (голос), Меркуцио — Джон Хёрт (голос), мама Капулетти — Ванесса Редгрейв (голос), папа Капулетти — Бен Кингсли (голос), Розалина — Мэгги Смит (голос). Все актёры фильма — собаки с человеческими голосами
- 1990 — «Реальная история Ромео и Джульетты» (ТВ), Бразилия, Ромео — Роналд Голиаш, Джульетта — Эбе Камарго
- 1991 — «Ромео и Джульетта» / Romeo en Julia (ТВ), Бельгия, Нидерланды, режиссёры: Беренд Будевейн[нидерл.], Дирк Танге[нидерл.], Ромео — Дональд Мэддер[нидерл.], Джульетта — Энн Тутс[нидерл.]
- 1992 — «Ромео и Джулия» / Romeo & Julia, США, режиссёр Кевин Кауфман[англ.], Ромео — Боб Коэрр[англ.], Джулия — Ивана Кэйн
- 1992 — «Ромео и Джульетта» / Romeo and Juliet, мультфильм, Россия, Великобритания, режиссёр Ефим Гамбург. В ролях: Ромео — Лайнус Роуч (голос), Джульетта — Клер Холманс[англ.]; (из цикла «Шекспир: Великие комедии и трагедии»).
- 1993 — «Ромео и Джульетта» (Канада) (ТВ), Страдфордский фестиваль, режиссёр Кэмпбелл, Норман[англ.], Ромео — Антони Симолино[англ.]Джульетта — Миган Фоллоуз, Меркуцио — Колм Фиори, Бенволио — Пол Миллер
- 1994 — «Ромео и Джульетта[итал.]» (сериал) Великобритания Режиссёр Алан Хоррокс, Ромео — Джонатан Фёрт, Джульетта — Джеральдин Сомервилль, Тибальт — Алексис Денисоф, Капулетти — Джон Неттлз
- 1996 — «Ромео + Джульетта», (США, Мексика) режиссёр Баз Лурманн, Ромео — Леонардо Ди Каприо, Джульетта — Клэр Дэйнс
- 1996 — «Тромео и Джульетта» / Tromeo and Juliet, режиссёр Ллойд Кауфман, Тромео — Уилл Кинэн, Джульетта — Джейн Дженсен[англ.]
- 1996 — «Ромео и Джульетта» / Romeo och Julia (Швеция), режиссёр Александр Ёберг[швед.], Ромео — Якоб Эрикссон, Джульетта — Гунилла Йоханссон[швед.]
- 1996 — «Ромео и Джульетта[итал.]», Италия, режиссёр Джо д’Амато. Ромео — Марк Дэвис, Джульетта — Стефания Сартори. Порноверсия пьесы.
- 1996 — «Итальянские любовники» / Love Is All There Is, США, режиссёры Джозеф Болонья[англ.], Рене Тейлор. В ролях: Анджелина Джоли — Джина Малачичи (современная Джульетта), Натаниэль Марстон — Розарио Капомеццо (современный Ромео)
- 1998 — «Король Лев 2: Гордость Симбы» / The Lion King II: Simba’s Pride, (США, Австралия), (мультфильм) режиссёры Дэррел Руни, Роб Ладука, Кову — Джейсон Марсден, Киара — Нив Кемпбелл
- 1999 — «Страна фей» / The Magical Legend of the Leprechauns, (США, Великобритания, Германия) (мини-сериал) режиссёры Джон Хендерсон, Микки Мулдон — Дэниэл Беттс, Джессика — Кэролайн Карвер
- 2000 — «Ромео и Джульетта» (США), режиссёр Колин Кокс, Ромео — Кел Митчел, Джульетта — Фран Де Леон
- 2002 — «Ромео и Джульетта: от ненависти до любви» (Франция) (экранизация одноимённого мюзикла), режиссёры Редха[фр.], Жиль Амаду[фр.], Ромео — Дамьен Сарг, Джульетта — Сесилия Кара[фр.]
- 2002 — «Королева Болливуда[англ.]», Великобритания, режиссёр Джереми Вудинг[англ.]. Джей (Ромео) — Джеймс Макэвой, Джина (Джульетта) — Прия Калидас[англ.]
- 2003 — «Ромео и Джульетта» / Romeu e Julieta, Бразилия. Ромео — Роланд Голиаш, Джульетта — Эбе Камарго
- 2004 — «Ромео и Джульетта» / Romeo i Julia, Польша, мюзикл (ТВ), режиссёры Вальдемар Стронский, Януш Юзефович. В ролях: Ромео — Кшиштов Рымшевич[пол.], Джульетта — Марта Можинская[пол.] (эпизод сериала «Телевизионный театр»)
- 2005 — «Брак Ромео и Джульетты[порт.]» / O Casamento de Romeu e Julieta, Бразилия, (эпизод сериала), режиссёр Бруну Баррету. Ромео — Марку Рикка[порт.], Джульетта — Луана Пиовани[порт.]
- 2005 — «Ромео и Джульетта: Скреплённые поцелуем» (мультфильм), США, режиссёр Фил Ниббелинк
- 2006 — «Ромео и Джульетта» (Узбекистан), режиссёр Бахром Якубов
- 2006 — «Ромео и Джульетта[фр.]» / Roméo et Juliette, Канада, режиссёр Ив Деганье[фр.], Ромео — Тома Лалонд[фр.], Джульетта — Шарлотта Обен[фр.]
- 2006 — «Рок-Ромео и Джульетта», (рок-мюзикл), США, Германия, режиссёр Дэвид МакГоу, в роли рок-Ромео Дэвид МакГоу
- 2006 — «Ромэ и Джульетта» / Rome & Juliet, Филиппины, режиссёр Конни Макатуно[англ.], Роме — Милен Дизон[англ.], Джульетта — Андреа дель Росарио[англ.]
- 2006 — «Буча в Гуче» / Guca!, Сербия, режиссёр Душан Милич. Ромео — Марко Маркович[серб.], Джулиана — Александра Манасиевич[серб.]
- 2007 — аниме-сериал «Romeo x Juliet» (ロミオ×ジュリエット) (Япония), режиссёр Фумитоси Ойсаки, Ромео — Такахиро Мидзусима, Джульетта — Фумиэ Мидзусава
- 2007 — «Ромео и Джульетта[исп.]», Аргентина, сериал, 150 серий
- 2008 — «Рома и Джульетта» / Roma & Juliet, Великобритания, режиссёр Rachna Dheer
- 2009 — «Ромео и Хулио» (Хорватия), режиссёр Иван Перич, Ромео — Тони Ринковеч, Хулио — Тони Доротич (Брейк-дансовая пародия)
- 2009 — «Ромео и Джульетта в Сэнли-Парке» / Romeo & Juliet in Stanley Park, Канада, режиссёр Олеся Шевчук; Мишель Нил — Ромео, Лора Конехны — Джульетта
- 2009 — «Ромео и Джульетта против живых мертвецов» / Romeo & Juliet vs. The Living Dead, США, режиссёр Райан Денмарк; Джейсон Уиттер — Ромео, Ханна Кауффманн — Джульетта
- 2010 — «Шекспировский „Глобус“: Ромео и Джульетта» / Shakespeare’s Globe: Romeo and Juliet, Великобритания (видео), режиссёр Доминик Дромгул[англ.]; Ромео — Адетомива Едун[англ.], Джульетта — Элли Кендрик, Бенволио — Джек Фартинг, Тибальт — Аквели Роач[англ.]
- 2010 — «Верона» / Verona, Канада, режиссёр Лори Линд[англ.]
- 2011 — «Гномео и Джульетта» (США), (мультфильм) режиссёр Келли Эсбёри, Гномео — Джеймс Макэвой, Джульетта — Эмили Блант
- 2011 — «Рядовой Ромео» / Private Romeo (США), режиссёр Алан Браун[англ.]; Сэм (Ромео) — Сет Намрич, Гленн (Джульетта) — Мэтт Дойл Современная адаптация пьесы.
- 2012 — «Ромео и Джульетта» / Romeo and Juliet, США, режиссёр Ли Рой Майерс[англ.]; Ромео — Рокко Рид, Джульетта — Шанель Престон Порнографическая пародия пьесы.
- 2012 — «Р и Д: правдивая история» / R and J: The True Story, США, режиссёр Кристофер Д. Тернер. Ромео — Джефф Хирбор, Джульетта — Рейчел Шик
- 2013 — «Ромео и Джульетта» (Великобритания, Италия), Швейцария, режиссёр Карло Карлеи[итал.], Ромео — Дуглас Бут, Джульетта — Хейли Стейнфилд
- 2013 — «Ромео и Джульетта» / Romeo & Juliet США Эпизод телесериала Стратфорд, Алабама / Stratford, Alabama Режиссёр Ти Фаннинг, Ромео — Бобби Боуман, Джульетта — Ариэль Ричардсон
- 2013 — «Ромео и Джульетта: песня о любви» / Romeo and Juliet: A Love Song, Новая Зеландия, режиссёр Тим ван Даммен. Ромео — Кристофер Лэндон, Джульетта — Дерия Парлак Рок-опера.
- 2013 — «Рам и Лила», Индия, режиссёр Санджай Лила Бхансали. В ролях: Рам Раджари (Ромео) — Ранвир Сингх, Лила Санера (Джульетта) — Дипика Падуконе
- 2014 — «Ромео и Джульетта[англ.]» (США), режиссёр Дон Рой Кинг[англ.], Ромео — Орландо Блум, Джульетта — Кондола Рашад
- 2014 — «Ромео и Джульетта[итал.]», ТВ (мини-сериал) Италия, режиссёр Риккардо Донна[итал.]. Ромео — Мартин Ривас, Джульетта — Алессандра Мастронарди
- 2014 — «Ромео и Джульетта» / Romeo and Juliet, США, Режиссёр Джордж Антон. Ромео (Джек) — Даниил Форрер, Джульетта (Роза) — Анналиса Гидоне
- 2014 — «Ромео и Джульетта» / Romeo and Juliet, Италия, режиссёры Габриэле Фаббро, Марсело Мариани. Ромео — Вондвосен Фебо и Андреа Росси, Джульетта — Алиса Кармингола и Элиза Терлера
- 2014 — «Ромео и Джульетта», Россия (ТВ), режиссёр Эдуард Пальмов. Ромео — Всеволод Ерёмин, Джульетта — Евгения Некрасова
- 2015 — «Родео и Джульетта» / Romeo and Juliet, США, короткометражный, режиссёр Уилл Матиссон. Ромео — Никки Рот, Джульетта — Мэдилин Уоткинс
- 2015 — «Джульетта и ромео» / Juliet & Romeo, США, короткометражный, режиссёр Туки Уильямс[англ.]. Ромео — Туки Уильямс[англ.], Джульетта — Эмили Фляйшер
- 2015 — «Ромео и Джульетта» / Romeo n' Juliet , Латвия, режиссёр Марис Мартинсонс[латыш.]. Ромео — Герман Андреев, Джульетта — Лаура Дзените. Современная адаптация пьесы.
- 2015 — «Город зеркал (Аршингар)[англ.]» / Arshinagar, Индия (бенгальский язык), режиссёр Апарна Сен. В ролях: Дэв — Ранаджит Митра (Ромео), Риттика Сен[англ.] — Джулекна Хан (Джульетта)
- 2016 — «Несчастные влюблённые» / Star Crossed Lovers, США, режиссёр Франческо Нацци. В ролях: Питер Евангелиста — Ромео, Лорен Мураски — Джульетта
- 2016 — «Превосходная и прискорбная трагедия Ромео и Джульетты» / La très excellente et lamentable tragédie de Roméo et Juliette, Франция, мюзикл, режиссёры Жан-Доминик Ферруччи, Катерина Годет, Клара Фюрей[фр.]. В ролях: Франсис Дюшарм — Ромео, Клара Фюрей[фр.] — Джульетта
- 2016 — «Ромео и Джульетта» / Romeo and Juliet, Великобритания, театр Брана в прямом эфире (Branagh Theatre Live), режиссёры Роб Эшфорд[англ.], Кеннет Брана. В ролях: Ричард Медден — Ромео, Лили Джеймс — Джульетта, Мариса Беренсон — синьора Капулетти, Дерек Джекоби — Меркуцио
- 2016 — «Ромео и Джульетта мертвы» / Romeo and Juliet Are Dead, Великобритания, режиссёры Хелен Стюарт, Leander Wells
- 2017 — «Ромео и Джульетта» / Romeo and Juliet, США, режиссёр Джоэль Петри. В ролях: Ромео — Даллин Маджор, Джульетта — Девин Нефф
- 2017 — «Ромео и Джульетта» / Roméo et Juliette, Франция, режиссёр Эрик Руф[фр.]. В ролях: Ромео — Жереми Лопез[фр.], Джульетта — Сулиан Брахим[фр.]
- 2017 — «Ромео / Джульетта» / Romeo/Juliet, США, режиссёр Санназаро А. М. В ролях: Jacquelyn Monique DuBois — Ромео, Синтия Джонсон — Джульетта
- 2017 — «Ромео и Джульетта в Гарлеме» / Romeo and Juliet in Harlem, США, режиссёр Алита Чаппелль. В ролях: Ромео — Эрнандо Кайседо, Джульетта — Жасмин Кармайкл, Капулетти — Гарри Ленникс, леди Капулетти — Онжаню Эллис, Тибальт — Лэнгстон Фишборн, няня — Эрика Гимпел, отец Лоренцо — Джером Престон Бейтс[англ.], Бенволио — Вики Жёди[англ.]
- 2017 — «Ромео и Джульетта: Без смерти нет счастливого конца» / Romeo & Julia: Ohne Tod kein Happy End, Австрия, «Глобус», Вена, режиссёры Бернард Мург[нем.], Михаэль Ниаварани[нем.], Оливер Роскопф[нем.], Ян Франкл. В ролях: Ромео — Михаэль Ниаварани[нем.], Джульетта — Сигрид Хаузер[нем.]
- 2017 — «Банк разбитых сердец[тур.]», Турция, режиссёр Онур Унлю[тур.]
- 2018 — «Ромео / Джульетта» / Romeo/Juliet, Канада, Статфордский фестиваль, режиссёр Барри Аврич[англ.]. В ролях: Антуан Яред — Ромео, Сара Фарб — Джульетта
- 2018 — «Ромео и Джульетта» / Romeo and Juliet, Великобритания, режиссёр Стивен Аморае
- 2018 — «Ромео и Джульетта» / Romeo and Juliet, Великобритания, Королевская Шекспировская компания в прямом эфире, режиссёры Эрика Уаймэн[англ.], Бриджет Колдуэлл
- 2019 — «Ролло и Жюль» / Rollo & Jules, Канада, режиссёр Ной Галлант
- 2019 — «Ромео и Джульетта» / Romeo and Juliet (aka Romeo and Jewliet), США, режиссёр и исполнитель роли Ромео Давид Сереро[англ.]. Конфликт сефардской и ашкеназской семей.
- 2020 — «Ромео и Джульетта» / Romeo and Juliet, США, мини-сериал.

## Память в Вероне
Популярность пьесы активно используется властями Вероны для привлечения потока туристов и пополнения городского бюджета. Особенно популярны у неискушённых туристов дома Джульетты и Ромео, а также гробница героини, которые исторически не имеют ничего общего с героями пьесы. Во дворе дома Джульетты стоит её бронзовая статуя. Туристам рассказывают, что любой, кто дотронется до неё, обретёт счастье и любовь.

## Тексты переводов
- [www.lib.ru/SHAKESPEARE/romeo2.txt Перевод Екатерины Савич]
- [www.lib.ru/SHAKESPEARE/shks_romeo3.txt Перевод Д. Л. Михаловского]
- [www.lib.ru/SHAKESPEARE/shks_romeo4.txt Перевод Осии Сороки]
- [www.lib.ru/SHAKESPEARE/shks_romeo7.txt Перевод Аполлона Григорьева]
- [www.lib.ru/SHAKESPEARE/shks_romeo7.pdf Перевод П. А. Каншина]
- Перевод Т. Л. Щепкиной-Куперник
- Перевод Б. Л. Пастернака
- Перевод А. Д. Радловой
- «Ромео и Джульетта» в русских переводах